# George Tomasini
George Tomasini (Springfield, Massachusetts, 20 d'abril de 1909 − Hanford, Califòrnia, 22 de novembre de 1964) va ser un muntador de cinema estatunidenc, que va col·laborar de forma notable amb el director Alfred Hitchcock, muntant nou de les seves pel·lícules en la dècada 1954-1964. Tomasini va muntar molts dels treballs més coneguts de Hitchcock, com Marnie (1964), els clàssics de terror Els ocells (1963) i Psicosi (1960), Perseguit per la mort (1959), les obres mestres de Hitchcock Vertigen (D'entre els morts) (1958) i La finestra indiscreta (1954), així com altres pel·lícules memorables com Cape Fear (1962).
George Tomasini va ser conegut pel seu muntatge cinematogràfic innovador que, juntament amb les tècniques de Hitchcock, van redefinir el llenguatge cinematogràfic. El tall de Tomasini era sempre elegant i experimental, sempre segueix el focus de la història i els personatges. Hitchcock i el muntatge de Tomasini a La finestra indiscreta s'ha tractat extensament en la monografia de Valerie Orpen, Film Editing: The Art of the Expressive. El seu encavalcament de diàleg i l'ús de jump cuts va ser dinàmic i innovador (com en l'escena d'Els ocells on el cotxe explota a la gasolinera i el personatge de Tippi Hedren mira des d'una finestra, així com a l'"escena de la dutxa" a Psicosi). Les tècniques de George Tomasini serien revolucionàries i influirien molts muntadors de cinema i cineastes durant molts anys.
George Tomasini va ser nominat per l'Oscar al millor muntatge per Perseguit per la mort, però els muntadors de Ben Hur van guanyar aquell any el premi.

## Filmografia
- 1947: Wild Harvest
- 1952: The Turning Point
- 1953: Stalag 17
- 1953: Houdini
- 1954: Elephant Walk
- 1954: La finestra indiscreta
- 1955: To Catch a Thief
- 1956: L'home que sabia massa
- 1956: The Wrong Man
- 1957: Hear Me Good
- 1958: Vertigen (D'entre els morts)
- 1958: I Married a Monster from Outer Space
- 1959: Perseguit per la mort
- 1960: The Time Machine
- 1960: Psicosi
- 1961: The Misfits
- 1962: Cape Fear
- 1962: Els ocells
- 1963: Who's Been Sleeping in My Bed?
- 1964: 7 Faces of Dr. Lao
- 1964: Marnie
- 1965: In Harm's Way

## Premis i nominacions

### Nominacions
- 1960. Oscar al millor muntatge per Perseguit per la mort